# Eremedaille Belisario Domínguez

Medaille

De Eremedaille Belisario Domínguez van de Senaat van de Republiek (Spaans: Medalla Belisario Domínguez del Senado de la República) is de hoogste onderscheiding in Mexico. De medaille wordt elk jaar uitgereikt aan een Mexicaan die zich heeft ingezet voor het "welzijn van de Natie en de Mensheid".
De medaille werd ingevoerd in 1953 na een voorstel van president Adolfo Ruiz Cortines.  De medaille is genoemd naar senator Belisario Domínguez, die in 1913 in een toespraak de dictator Victoriano Huerta veroordeelde en op 7 oktober dat jaar door aanhangers van Huerta vermoord werd. De voorzijde van de gouden medaille draagt het embleem van Mexico, de achterzijde draagt het portret van de vermoorde senator. De medaille wordt jaarlijks op 7 oktober uitgereikt door de Kamer van Senatoren; de eerste medaille werd op 7 oktober 1953 symbolisch uitgereikt aan het borstbeeld van Domínguez in de senaat. "welzijn van de Natie en de Mensheid".
In de eerste jaren werd de medaille meestal uitgereikt aan nog levende grootheden uit de Mexicaanse Revolutie, tegenwoordig gaat de medaille vaak naar journalisten, wetenschappers en schrijvers. Het is gebruikelijk dat elk van de drie grote politieke partijen van Mexico eens per drie jaar de ontvanger selecteert.

## Ontvangers van de Eremedaille Belisario Domíguez
- 1953 – Belisario Domínguez (postuum)
- 1954 – Rosaura Zapata en Erasmo Castellanos Quinto
- 1955 – Esteban Baca Calderón
- 1956 – Gerardo Murillo
- 1957 – Roque Estrada Reynoso
- 1958 – Antonio Díaz Soto y Gama
- 1959 – Heriberto Jara Corona
- 1960 – Isidro Fabela
- 1961 – José Inocente Lugo
- 1962 – Aurelio Manrique Jr.
- 1963 – María Hernández Zarco
- 1964 – Adrián Aguirre Benavides
- 1965 – Plácido Cruz Ríos
- 1966 – Ramón F. Iturbe
- 1967 – Francisco L. Urquizo
- 1968 – Miguel Ángel Cevallos
- 1969 – María Cámara Vales
- 1970 – Rosendo Salazar
- 1971 – Jaime Torres Bodet
- 1972 – Ignacio Ramos Praslow
- 1973 – Pablo E. Macías Valenzuela
- 1974 – Rafael de la Colina Riquelme
- 1975 – Ignacio Chávez Sánchez
- 1976 – Jesús Romero Flores
- 1977 – Juan de Dios Bátiz Peredes
- 1978 – Gustavo Baz Prada
- 1979 – Fidel Velázquez Sánchez
- 1980 – Luis Padilla Nervo
- 1981 – Luis Álvarez Barret
- 1982 – Raúl Madero González
- 1983 – Jesús Silva Herzog Márquez
- 1984 – Salomón González Blanco
- 1985 – María Lavalle Urbina
- 1986 – Salvador Zubirán
- 1987 – Eduardo García Maynez
- 1988 – Rufino Tamayo
- 1989 – Raúl Castellano Jiménez
- 1990 – Andrés Serra Rojas
- 1991 – Gonzalo Aguirre Beltrán
- 1992 – Ramón G. Bonfil
- 1993 – Andrés Henestrosa Morales
- 1994 – Jaime Sabines Gutiérrez
- 1995 – Miguel León-Portilla
- 1996 – Griselda Álvarez
- 1997 – Heberto Castillo (postuum)
- 1998 – José Angel Conchello Dávila
- 1999 – Carlos Fuentes
- 2000 – Leopoldo Zea Aguilar
- 2001 – José Ezequiel Iturriaga Sauco
- 2002 – Héctor Fix Zamudio
- 2003 – Luis González y González
- 2004 – Carlos Canseco González
- 2005 – Gilberto Borja Navarrete
- 2006 – Jesús Kumate Rodríguez
- 2007 – Carlos Castillo Peraza (postuum)
- 2008 – Miguel Ángel Granados Chapa
- 2009 – Antonio Ortiz Mena (postuum)
- 2010 – Javier Barros Sierra (postuum) en Luis H. Álvarez
- 2011 – Cuauhtémoc Cárdenas